# まじかる☆あやか
まじかる☆あやか（1987年5月20日 - ）は、日本のお笑いタレント。本名、近藤 彩香（こんどうあやか）。
神奈川県出身。三木プロダクションに所属していたが、所属契約を終了。現在はフリー。

## 略歴
身長158cm、体重45kg、公称スリーサイズはB78cm、W60cm、H80cm。足のサイズ24cm。自称「永遠の14歳中二病」。
青山学院女子短期大学卒。その後、東京アナウンスアカデミー卒業、声優を目指すべく俳協ボイスアクターズスタジオで学ぶ。今でも声優のレッスンは続けている。
10代の時、15人ほどの声優のアイドルグループ「Get A Dream」のメンバーとして活動。このグループのライブの合間に同じ「あやか」という名前のメンバーと「だぶるあやか」というコンビを組んでコントを披露しており、これがお笑い活動を始めるきっかけの一つともなった。
2009年頃には、約3カ月間だけリナ・アントワネットとのコンビ「サプリ」で活動していたことがあった。
2010年4月1日に三木プロダクションに所属。三木プロには最初は声優としてオーディションを受け、所属となったが、事務所側から芸人としての活動を勧められ、最初は芸人は無理と思っていたが、声優のレッスンも続けながらお笑いの活動もやるということになった。M-1グランプリ2010には、当時同じ事務所に所属していたドイツみちことのコンビ『まじかる☆みちこ』で出場した。
2015年10月26日、自身初となる単独ライブ『Magical☆Festival 2015』（なかの芸能小劇場）を行う。
2016年、所属していた三木プロダクションと円満に所属契約を解除した。

## 人物
父はミュージシャン、母は陶芸家、兄は人形アニメに使う人形を製作する仕事に携わるという芸術家一家。
DJ、M&Dのライセンス、漢字検定準2級の資格を持っている。
趣味は、一人カラオケ、観劇、短歌など。短歌は、ブログの最後に自作のものを披露することが時々ある。
女性芸人仲間の中で、特に仲が良いのは石井てる美。
SMAPのファン。学生時代は、東京ドームでグッズ販売や案内のアルバイトをしていたが、これもSMAPコンサートの漏れて来る音を聴きたいためというのが理由でもあった。
小学生の頃は漫画作品『WILD HALF』が大好きで、原作者の浅美裕子にファンレターを出したりプレゼントを送ったりしたこともあり、浅美のアシスタントにもなりたかったと言い、声優になりたいと思うきっかけになった作品でもあるという。
他に好きな漫画・アニメ作品は、美少女戦士セーラームーン、純情ロマンチカ、夏目友人帳。

## 芸風
自分のことを「魔法少女芸人」と称し、赤を主とした色の、魔法少女を意識した衣装で出演して、魔法と魔法少女をネタにした漫談、コントを演じている。本人は「近藤彩香から、まじかる☆あやかに変身」してのキャラクターと言っている。「まじかる、まじかる〜!」と言う台詞を、振りを付けながらブリッジに入れている。
その他、「まじかルーレット」と言うアイテムを持っての漫談、ネタも行っている。ルーレットには、歴代のアニメの魔法少女をはめ込み（その中には自分・まじかる☆あやかの写真も入れている）、魔法少女に例えた占いをする、といったようなものである。この他、「マジカルアイドル」「マジカルツッコミ」、客を一人ずつ指名しながら演じる「魔法のマジカルカメラ」などのネタも行っている。2017年からは「魔法のパティシエ」というキャラクターでも出演している。
主に、自作のテーマ曲を出囃子で流して登場している。なお自作の出囃子のテーマ曲CDは非売品となっており入手するには自身の出演お笑いライブに取り置きをすることによって得られる『まじかるポイント』を20P貯める必要がある。

## 出演

### テレビ
- マガドルTV（テレビ埼玉）
- 神々の勲章（フジテレビ）- 2011年11月18日
- おはスタ（テレビ東京） - 2014年2月6日、『ひなこ姫を起こせ!』に出演
- 有吉ジャポン（TBS）- 2015年11月6日深夜
- 東京オーディション(仮)（TOKYO MX）- 2016年12月12日初出演
- ナマイキ!あらびき団 - ウェイバックマシン（2012年10月13日アーカイブ分）（TBSチャンネル・YNNよしもとネタネットワーク）
- 笑う新選組（テレ朝チャンネル）

### ラジオ
- Saturday Night Laugh（TBSラジオ）- 2015年5月23日
- オールナイトニッポンR 決戦!お笑い有楽城（ニッポン放送）- 2015年9月26日深夜

### 舞台
- 一国一畳 旗揚げ公演「幽霊ガール」（2009年12月11日 - 12月13日、東京・高田馬場プロトシアター）
- かぐや姫
- スクールボンバー

### ライブ
- 5周年記念パーティーライブ『Magical☆Festival 2015』（なかの芸能小劇場、2015年10月26日）
- まるLIVE（事務所ライブ）
- カリスマ芸人待合室
- 笑ギャラリー（東京・新宿Fu-）
- TEPPEN LIVE
- トンガリライブ
- はとライブ
- おもちゃ箱ライブ
- エンタメヒットパレード2010（東京・浅草東洋館）
- JAMEお笑いハーベスト（日本音楽事業者協会）
- 一人芝居ライブ「あまからアラカルト」
- Hyper Voice Presents 朗読ライブ
- 井上堯之コンサート（会場アナウンス）
他

### 声優
- ゲーム「最終戦艦withラブリーガールズ」長門役（Gamepub、2017年）